# 埃爾明·比查克契奇
埃爾明·比查克契奇（發音：[ěrmin bǐtʃaktʃitɕ]；1990年1月24日—）是一位波黑足球運動員。在場上的位置是中後衛，現効力和睦布倫瑞克。他也代表波黑國家足球隊參賽。